# Jinzhong
Jinzhong (晋中; pinyin: Jìnzhōng) er et bypræfektur i provinsen Shanxi i Kina. Det har et areal på 16.408 km² og en befolkning på 3.130.000 mennesker (2007).

## Kulturarv
En række gamle borglignende forretningsanlæg i tre amter i Jinzhong er opført på Folkerepublikken Kinas liste over den nationale kulturarv. Dette var borglignende strukturer bygget af lokale handelsmænd på Qing-dynastiets tid, og de giver et indblik i datidens arkitektur og byggeteknik.

## Administrative enheder
Jinzhong består af et bydistrikt, et byamt og ni amter:
- Bydistriktet Yuci – 榆次区 Yúcì Qū ;
- Byamtet Jiexiu – 介休市 Jièxiū Shì ;
- Amtet Yushe – 榆社县 Yúshè Xiàn ;
- Amtet Zuoquan – 左权县 Zuǒquán Xiàn ;
- Amtet Heshun – 和顺县 Héshùn Xiàn ;
- Amtet Xiyang – 昔阳县 Xīyáng Xiàn ;
- Amtet Shouyang – 寿阳县 Shòuyáng Xiàn ;
- Amtet Taigu – 太谷县 Tàigǔ Xiàn ;
- Amtet Qi – 祁县 Qí Xiàn ;
- Amtet Pingyao – 平遥县 Píngyáo Xiàn ;
- Amtet Lingshi – 灵石县 Língshí Xiàn.

## Trafik
Kinas rigsvej 108 løber gennem området. Den begynder i Beijing og fører via Taiyuan, Xi'an og Chengdu mod syd til Kunming i den sydvestlige provins Yunnan.
37°41′N 112°44′Ø / 37.683°N 112.733°Ø